# Ed Winfield
Edward Arnold Winfield (nacido el 4 de octubre de 1901 en Los Ángeles, California, Estados Unidos) fue un ingeniero automotriz y pionero en el automovilismo. En 1934 patentó un sistema de inyección de combustible. Modificó el modelo T de Ford para adaptarlo para la competición, modificando el cigüeñal y el árbol de levas, cambio el orden de encendido, diseñó un cabeza plana, entre otros cambios más para la competición. En 1962 rediseñó el sistema de admisión del motor Ford DOHC v8 de competición. Falleció el 15 de abril de 1982 sin que nadie le sobreviviera.